# Бенгальский султанат
Бенгальский султанат — исламское государство, существовавшее в XIV—XVI веках на территории Бенгалии.

## Первое независимое государство
Во времена Делийского султаната мусульмане, правившие Бенгалией, номинально признавая зависимость от Дели, чеканили своё имя на монетах, на собственный страх и риск совершали набеги на соседние территории, и лишь время от времени отправляли дань султану. Согласно историку Барани, все правители Лакхнаути, пользуясь отдалённостью от столицы, восставали; проявлял непокорность и народ этой области. Поэтому Лакхнаути называли «Булгакпур» («Мятежный город»).
Когда к власти в Дели в 1265 году пришёл султан Гийас уд-Дин Балбан, то ему удалось сместить мятежного наместника Бенгалии Туграл Туган-хана и назначить на его место своего сына Махмуда Бугра-хана, но тот тоже стал независимым правителем (по-видимому, ещё при жизни отца). Когда в 1287 году Балбан умер, султаном короновали Муизз ад-дин Кай-Кубада, сына Бугра-хана. Сам Бугра-хан провозгласил себя султаном в Бенгалии под именем Насир ад-дина Мухаммада Бугра-хана. В 1288 году Бугра-хан двинул войска против сына, но военного столкновения не произошло: дойдя до Айодхьи, Бугра-хан получил фактическое признание своей независимости в качестве властителя Бенгалии, и покинул владения сына.
Бугра-хан и его наследник правили Бенгалией до 1301 года, затем власть захватил некий узурпатор, правивший под именем Шамс ад-дина Фируз-шаха до 1322 года. После смерти Фируз-шаха в Бенгалии началась смута и в 1324 году её захватил султан Дели Гийас ад-дин Туглак-шах I.

## Второе независимое государство
В 1338 году Фахр ад-дин Мубарак-шах провозгласил себя независимым от Дели султаном в Сонаргаоне и правил этой частью Бенгалии вплоть до своей смерти в 1350 году (по другим данным, в 1349). В 1339 году власть в Лакхнаути захватил ариз-и-мумалик Али Мубарак, провозгласивший себя султаном под именем Ала ад-дин Али-шах.
После его смерти в 1342 году, его сводный брат Шамс-ад-Дин Ильяс-шах провозгласил себя султаном Лакхнаути и начал завоёвывать окрестные земли. В 1352 году он провозгласил себя султаном Бенгалии. В 1353 году делийский султан Фируз-шах III Туглак пошёл на него карательным походом. Ильяс-шах без боя отступил в крепость Экдала. Фируз-шах осадил Экдалу, но не смог взять её приступом и, после двухмесячной осады, был вынужден удалиться в Дели, а Ильяс-шах вновь занял всю Бенгалию.

Потомки Ильяс-шаха правили Бенгалией до 1415 года, когда их сверг Раджа Ганеша, основавший индуистскую династию. В 1437 году потомки Ильяс-шаха вернули себе власть.
В 1486 году абиссинская дворцовая охрана (хабши) организовала переворот, и основала абиссинскую династию Хабши, в которой за восемь лет сменилось четыре султана. Абиссинская династия оказалась непопулярной и неустойчивой, в 1494 году после дворцового переворота и кровавой междоусобицы султаном стал Ала ад-дин Хусайн-шах, который блистательно правил около 25 лет. В 1534 году его потомок, Гийас ад-дин Махмуд-шах был разбит Шер-шахом, полководцем афганского происхождения. Покорив Бенгалию, Шер-шах повернул на Дели и, разбив султана Хумаюна, вскоре захватил весь Делийский султанат; Бенгальский султанат стал частью империи.

## Третье независимое государство
Когда в 1554 году в Дели умер Ислам-шах, наместник Бенгалии Мухаммад-хан Сури провозгласил независимость, и принял тронное имя Шамс ад-дин Мухаммад-шах. Однако уже через десять лет власть в Бенгалии захватила афганская династия Каррани, которая правила в вассальной зависимости от Империи Великих Моголов. Когда в 1576 году Дауд-хан Каррани был казнён, Бенгалия перешла под прямое управление Великих Моголов.

## Султаны Бенгалии
Балбаниды
- 1287—1291 гг. Насир ад-дин Мухаммад Бугра-хан[4]
- 1291—1301 гг. Рукн ад-дин Кай-Каус[5]

Разные династии
- 1301—1322 гг. Шамс ад-дин Фируз-шах[6]
- 1322—1328 гг. Гийас ад-дин Бахадур-шах I[7]
- 1338—1350 гг. Фахр ад-дин Мубарак-шах (правил в Сонаргаоне)[1][2]
- 1339—1342 гг. Ала ад-дин Али-шах (правил в Лакхнаути)[3]

Ильяс-шахи
- 1342—1358 гг. Шамс ад-дин Ильяс-шах (до 1352 года правил в Лакхнаути, затем стал султаном всей Бенгалии)[8]
- 1358—1390 гг. Сикандар-шах I[9]
- 1481—1481 гг. Сикандар-шах II[10]

Хабши
- 1487—1488 гг. Гийас ад-дин Бабрак-шах
- 1488—1490 гг. Сайф ад-дин Фируз-шах
- 1490—1490 гг. Кутб ад-дин Махмуд-шах
- 1490—1494 гг. Шамс ад-дин Музаффар-шах

Хусайн-шахи
- 1494—1519 гг. Ала ад-дин Хусайн-шах[11]
- 1519—1533 гг. Насир ад-дин Нусрат-шах
- 1533—1533 гг. Ала ад-дин Фируз-шах II
- 1533—1538 гг. Гийас ад-дин Махмуд-шах[12]

Суриды
- 1554—1555 гг. Шамс ад-дин Мухаммад-шах[13]
- 1555—1561 гг. Гийас ад-дин Бахадур-шах II, сын Мухаммад-шаха[13]
- 1561—1563 гг. Гийас ад-дин Джалал-шах, сын Мухаммад-шаха[13]
- 1563—1563 гг. сын Джалал-шаха[13]
- 1563—1564 гг. Гийас ад-дин Бахадур-шах III[14][13]

Каррани
- 1564—1566 гг. Тадж-хан[14]
- 1566—1572 гг. Сулейман-хан[15]
- 1572—1572 гг. Баязид-хан[16]
- 1572—1576 гг. Дауд-хан[17]